# Kalmar (region)
Kalmar (szw. Kalmar län) – jeden ze szwedzkich regionów administracyjnych (län). Siedzibą władz regionu (residensstad) jest Kalmar.

## Geografia
Region administracyjny Kalmar jest położony we wschodniej części Götalandu i obejmuje wschodnią część prowincji historycznej (landskap) Smalandia oraz wyspę Olandię.
Graniczy z regionami administracyjnymi Blekinge, Kronoberg, Jönköping i Östergötland oraz na wschodzie z Morzem Bałtyckim.

### Demografia
31 grudnia 2014 Kalmar län liczył 235 598 mieszkańców (17. pod względem zaludnienia z 21 regionów administracyjnych Szwecji), gęstość zaludnienia wynosiła 21,1 mieszkańców na km².

## Gminy i miejscowości

### Gminy
Region administracyjny Kalmar jest podzielony na 12 gmin:
| - Borgholm (10 681) - Emmaboda (9 009) - Högsby (5 782) - Hultsfred (13 738) - Kalmar (64 676) - Mönsterås (13 057) - Mörbylånga (14 498) - Nybro (19 714) - Oskarshamn (26 301) - Torsås (6 925) - Västervik (35 920) - Vimmerby (15 920) |

Uwagi: W nawiasie liczba mieszkańców; stan na dzień 31 grudnia 2014

### Miejscowości
Lista 10 największych miejscowości (tätort) regionu administracyjnego Kalmar (2010):
| #  | Miejscowość | Gmina      | Liczba mieszkańców (2010) |
| -- | ----------- | ---------- | ------------------------- |
| 1  | Kalmar      | Kalmar     | 36 392                    |
| 2  | Västervik   | Västervik  | 21 140                    |
| 3  | Oskarshamn  | Oskarshamn | 17 258                    |
| 4  | Nybro       | Nybro      | 12 810                    |
| 5  | Vimmerby    | Vimmerby   | 7 934                     |
| 6  | Lindsdal    | Kalmar     | 5 510                     |
| 7  | Hultsfred   | Hultsfred  | 5 143                     |
| 8  | Färjestaden | Mörbylånga | 5 018                     |
| 9  | Emmaboda    | Emmaboda   | 4 824                     |
| 10 | Mönsterås   | Mönsterås  | 4 731                     |